# Mörtetjärnet (Edsleskogs socken, Dalsland)
Mörtetjärnet är en sjö i Åmåls kommun i Dalsland och ingår i Göta älvs huvudavrinningsområde.